# Salisbury, Connecticut
Salisbury är en kommun (town) i Litchfield County i delstaten Connecticut, USA med cirka 3 977 invånare (2000). Den har enligt United States Census Bureau en area på totalt 155,7 km² varav 7,1 km² är vatten. 